# Józef Lubomirski
Il tenente generale Józef Aleksander Lubomirski (1751 – Rivne, 1817) è stato un nobile e generale polacco.

## Biografia
Józef era il figlio del governatore di Bratslav e Kiev Stanislav Lubomirski, e di sua moglie, Ludwika Honorata Pociejowna. 

## Carriera
Dal 1774 era stato nominato Starost di Romanów (1774–1817) 
Tra il 1786 e il 1788 comandò il XII° reggimento di fanteria reale, poi il V° reggimento di fanteria reale. Nel 1792 venne nominato tenente generale e fu assegnato alla IV° Divisione Kamianets-Podilskyi. Appoggiò la costituzione del 3 maggio, ma non si era battuto per la sua difesa, dicendo di essersi ammalato in agosto e rimane in servizio durante la Confederazione di Targowica.
Fu uno dei più potenti magnati polacchi e un pioniere nell'industrializzazione del paese. Possedette alcune fabbriche come una fabbrica di terracotta a Korec'.  Nel dicembre 1794, a fronte di un fallimento, trasferì tutti i suoi beni alla moglie che lo portò in buone condizioni. Era un membro della loggia massonica Perfect Mystery nel 1786 e un maestro della Pole Charitable nel 1787.

## Matrimonio
Nel 1776 sposò Ludwika Sosnowska (1751-6 dicembre 1836), figlia di Józef Sosnowski. Ebbero sei figli:
- Henryk Lubomirski (15 settembre 1777-20 ottobre 1850);
- Fryderyk Lubomirski (1779-21 maggio 1848), sposò Franciszek Załuska, ebbero un figlio;
- Vladislav (nato nel 1780);
- Karol (1780-1818);
- Adelaide (nata nel 1780);
- Helena Lubomirska (6 gennaio 1783-14 agosto 1876), sposò Stanisław Adam Mniszek, ebbero tre figli.